# Olavi Louhivuori

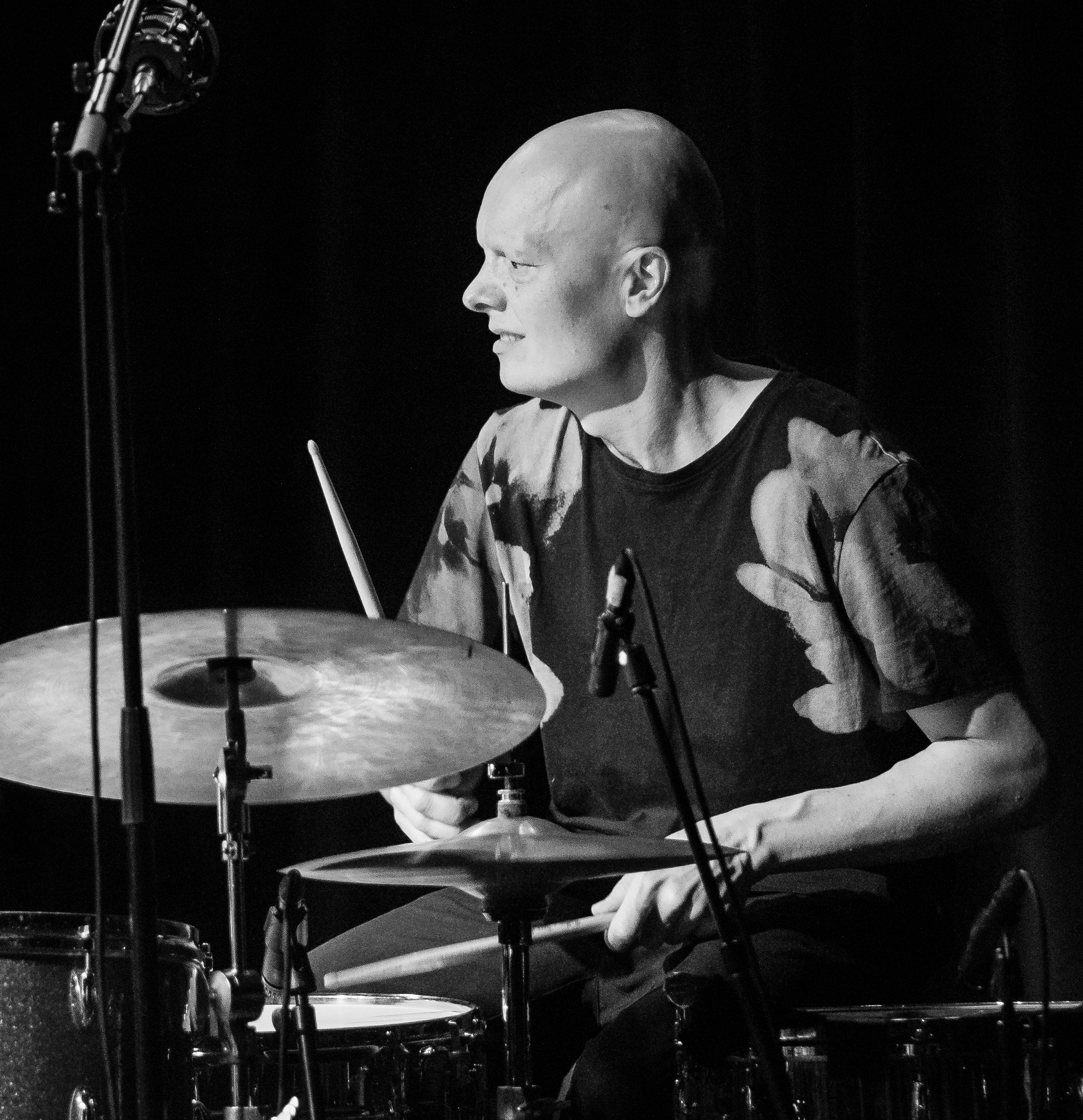
Olavi Louhivuori (Oslo Jazzfestival 2023)

Olavi Louhivuori (* 13. Juli 1981 in Jyväskylä) ist ein finnischer Jazzmusiker (Schlagzeug, Komposition).

## Leben und Wirken
Louhivuori wuchs in einer musikalischen Familie auf; sein Vater ist Musikprofessor an der Universität Jyväskylä, seine Mutter Geigerin und Musiklehrerin. Mit vier Jahren erhielt er Geigenunterricht; mit acht Jahren wechselte er zum Klavier und zum Cello. Wenig später entschied er sich für das Schlagzeug und gründete seine erste Band gemeinsam mit seinem Klassenkameraden Joona Toivanen. Auch spielte er im Sun Trio mit seinem jüngeren Bruder Kalevi Louhivuori. Während der Zeit im Musikinternat entstand 1997 das bis heute bestehende Joona Toivanen Trio. Von 1998 bis 2002 studierte er am Finnischen Musikkonservatorium, um dann an der Sibelius-Akademie seine Jazzkenntnisse bei Jukkis Uotila zu vertiefen. Auch studierte er Komposition bei Sonny Heinilä.
Louhivuori gründete 2003 das dem experimentellen Jazz verpflichtete Ensemble Oddarrang, mit der er drei Alben veröffentlichte; zur Gruppe gehören der Posaunist Ilmari Pohjola, der Cellist Osmo Ikonen, der Gitarrist Lasse Sakara und der Bassist Lasse Lindgren. 2008 legte Louhivuori ein erstes Soloalbum als Perkussionist vor.
Daneben spielte er in den Gruppen von Alexi Tuomarila, dem Ilmiliekki Quartet, dem Olavi Trio sowie Sun. Auch ist er mit dem UMO Jazz Orchestra & Tomasz Stańko (Dark Eyes), Jon Balke, Susanne Abbuehl (The Gift,), Marilyn Crispell, Teppo Tomb-aho, Jukka Perko und M. A. Numminen aufgetreten. Zwischen 2000 und 2017 war er an 26 Aufnahmen im Bereich des Jazz beteiligt. So ist er auch auf Aufnahmen von Piirpauke (Kalabalik, 2006) und Mats Eilertsen (Radio Yonder, 2009) zu hören. Er ist mit der Sängerin Emma Salokoski verheiratet.

## Preise und Auszeichnungen
Als Gewinner der Nordic Jazz Comets wurde er 2000 mit dem Joona Toivanen Trio, 2002 mit dem Ilmiliekki Quartet und 2006 mit Sun ausgezeichnet. Oddarrangs Debütalbum Music Illustrated (2006) erhielt 2006 einen Jazz-Emmy. 2014 war er bei Pori Jazz der „Musiker des Jahres“.

## Diskographische Hinweise
- Inhale Exhale (Texicalli Records, 2008)
- Existence! (Eclipse Music, 2014)

mit Oddarrang
- Music Illustrated (Texicalli Records, 2006)
- Cathedral (Texicalli Records, 2012)
- In Cinema (Edition Records, 2013)

mit Olavi Trio & Friends
- 2012: Triologia (TUM Records)[3]

mit Verneri Pohjola Quintett
- Monkey Mind (Edition Records, 2023)